# Ожанна
Ожанна (пол. Ożanna) — село на Закерзонні село в Польщі, у гміні Курилівка Лежайського повіту Підкарпатського воєводства.
Населення — 308 осіб (2011).

## Історія
Вперше село згадується в 1454 р., закріпачене за волоським правом.
У 1565 р. село належало до лежайського староства, було 19 кметів, 10 городників, піп з церквою, 3 корчмарі, 4 бортники.
1886 р. — село в Ланьцутському повіті, 460 мешканців (415 греко-католиків і 45 римо-католиків).
1934 р. — включення села до об’єднаної сільської ґміни Куриловка. В селі була читальня «Просвіти».
На 01.01.1939 в селі проживало 780 мешканців, з них 640 українців-грекокатоликів, 90 українців-римокатоликів, 20 поляків і 30 євреїв. Село належало до ґміни Курилувка Ланьцутського повіту Львівського воєводства.
14 вересня 1939 р. в село вступили німці. 30 вересня німці передали село радянським військам відповідно до пакту Молотова — Ріббентропа, однак на початку жовтня відбулася зворотня передача через обмін Сталіном Закерзоння на Литву. В лютому-березні 1944 р. в околицях села відбулися запеклі бої між загонами радянських партизанів Вершигори і німцями. 29 червня 1944 р. село було сплюндроване калмиками. Наприкінці липня 1944 р. 13-а армія 1-го Українського фронту зайняла село.
Після Другої світової війни українське населення села було піддане етноциду — шляхом терору виселене в 1945-1946 рр. до СРСР. Жителі села були переселені в населені пункти Тернопільської й Одеської областей — вивезено 350 осіб (95 сімей).

## Демографія
Демографічна структура станом на 31 березня 2011 року:
|          | Загалом | Допрацездатний вік | Працездатний вік | Постпрацездатний вік |
| -------- | ------- | ------------------ | ---------------- | -------------------- |
| Чоловіки | 166     | 26                 | 122              | 18                   |
| Жінки    | 142     | 26                 | 79               | 37                   |
| Разом    | 308     | 52                 | 201              | 55                   |

## Церква
У селі була греко-католицька церква св. Параскеви з 1751 р., перебудована в 1885 і 1911 рр., була дочірньою церквою парафії Курилівка Канчуцького (з 1920 р. — Лежайського) деканату Перемишльської єпархії. В 1831 р. в селі було 560 греко-католиків. З 1932 р. стала самостійною парафією.
У 1939 р. в селі було 616 греко-католиків, 104 римо-католики і 22 юдеї. Після виселення українців церкву зруйновано, вціліла лише дзвіниця.